# Соборная колокольня (Рязань)
Собо́рная колоко́льня — самое высокое здание Рязанского Кремля и одно из самых высоких исторических зданий в России того периода (общая высота 83,2 метра), памятник русского классицизма, входит в список особо ценных объектов культурного наследия Российской Федерации. Строительство здания длилось около полувека, и по проектам разных архитекторов, из-за чего каждый его ярус выполнен в своём архитектурном стиле. На верхнем, четвёртом ярусе установлены куранты, на остальных работает смотровая площадка.
Колокольня используется для звона двумя рязанским кафедральными соборами: летним Успенским и зимним Христорождественским. Здание расположено на краю кремлёвского холма в месте, на котором в средние века находилась Глебовская каменная башня с воротами.

## История
Фундамент новой колокольни был заложен в 1789 году на месте бывшей Глебовой башни оборонительного пояса Рязанского Кремля. Изначальный проект был разработан костромским архитектором Степаном Воротиловым, однако в итоге городское управление посчитало его несоответствующим требованиям современности и отвергло. Тем не менее в 1797 году первый ярус был возведён по данному проекту, переработанному таким образом, чтобы он отвечал веяниям времени (и эстетике классицизма).
Второй ярус был построен в 1816 году по проекту итальянского архитектора Иван Русско на средства богатого рязанского домовладельца Г. В. Рюмина. В 1832 году государство выделило деньги на достройку здания и организовало конкурс, который выиграл Константин Тон. По его замыслу, колокольня должна была завершаться третьим ярусом.
В результате Николай Воронихин, бывший в то время губернским архитектором, сумел убедить курировавшего строительство рязанского архиепископа в необходимости построения четвёртого яруса, что стало возможным благодаря облегченным стальным конструкциям: весь 4 ярус и шпиль изготовлены из металла. Строительство завершающих ярусов было закончено в 1840 году Воронихиным на средства Н. Г. Рюмина, который выделил деньги также и на установку часов.

## Архитектурная композиция
Тогда как первый и второй ярусы имеют форму куба, третий подобен ротонде, как и следующий за ним четвёртый. С наружной стороны яруса в нишах расположены скульптуры ангелов, дующих в медные трубы. Изнутри вокруг всего яруса идёт галерея, откуда можно наблюдать окрестности Рязани. Там же находится лестница ведущая к колоколам, висящим на четвёртом ярусе.

## Памятная доска
На одной из сторон прохода через здание в середине XIX века была установлена памятная доска следующего содержания:
На семъ мѣстѣ была каменная  

Глѣбовская башня съ воротами

и бойницами, съ которыхъ въ 1521

году Окольничій Иванъ Хабаръ Сим

скій, сынъ Воеводы Василія Образ

ца, посредствомъ Пушкаря {нѣмца}

Іордана поразилъ татаръ Крымс

каго Хана Магметъ Гирея.

А прежде сего пораженія Хабаръ

взялъ у Хана грамоту Княза Мо

сковскаго одани Крыму и тѣмъ 

спасъ Рязань и честь Великаго Кня

зя Московскаго: за что дали ему 

Санъ Боярина и внесли услуги его

въ книги разрядныя на память вѣкам.

Смотри Исторіи Г.Карамзина 1521 годъ.

Памятникъ сей устроенъ при Рязан

скомъ Архіепископѣ Гавріилѣ и Нача

лькѣ Губерніи Петрѣ Петровичѣ Но

восильцовѣ иждвивеніемъ Рязанскаго

Гражданина Ивана Алексѣева сына

Курганского въ 1855 году.
Национальность пушкаря была сбита в октябре 1941 года, так как упоминание о его немецком происхождение на тот момент было неприязненно принято руководством города. В настоящее время текст просматривается.

## Галерея

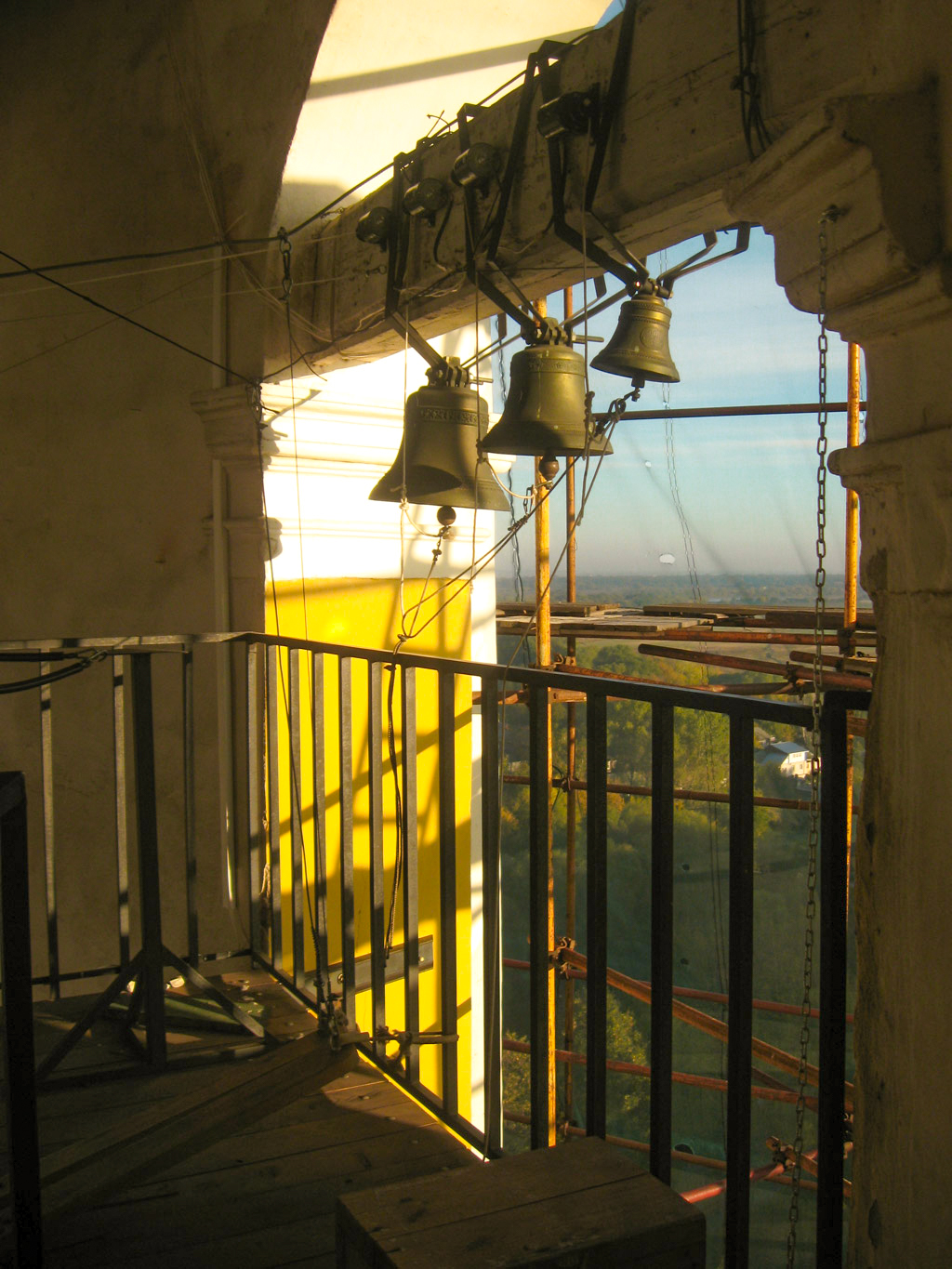
Звонница колокольни
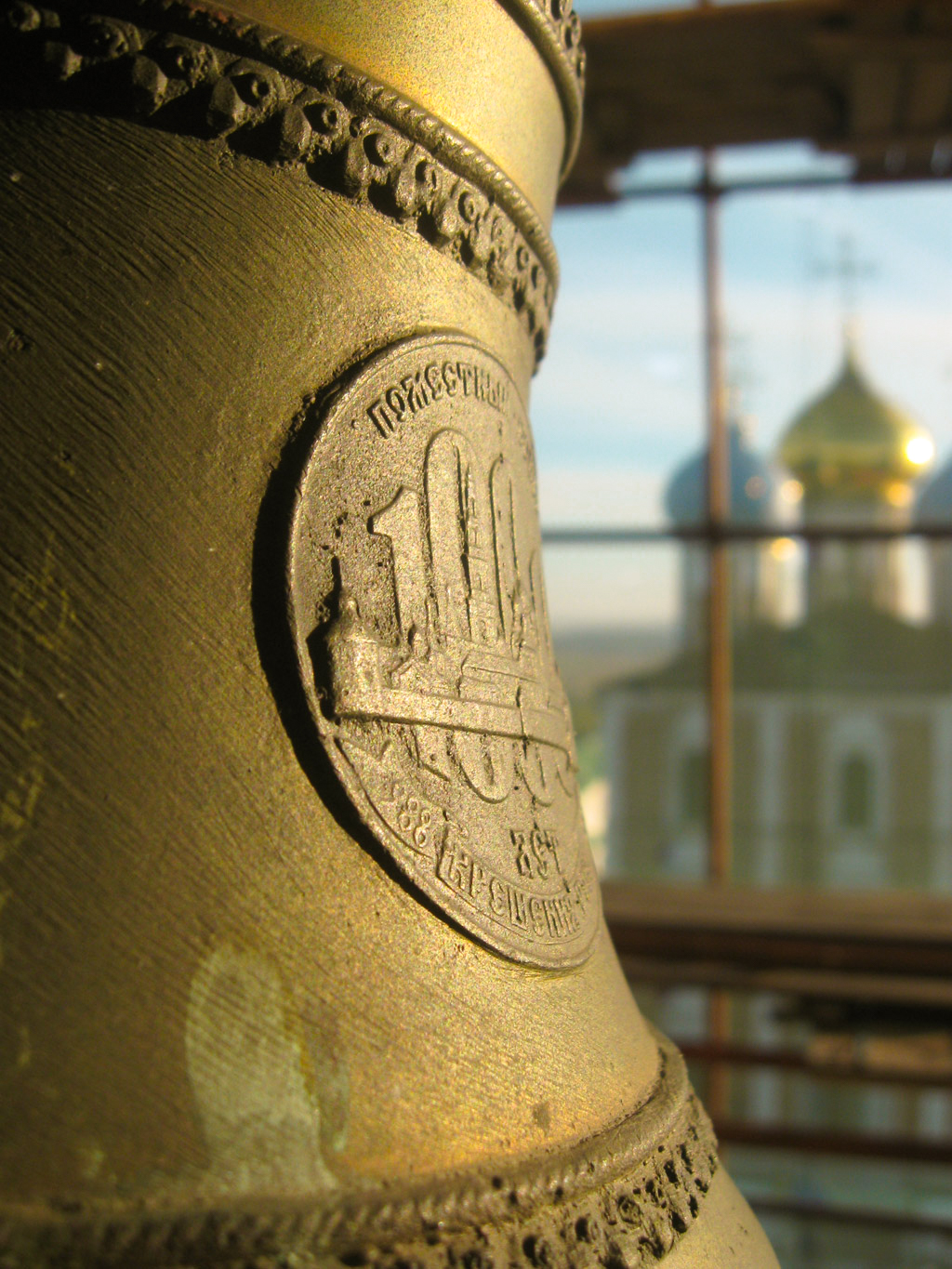
Малый колокол звонницы
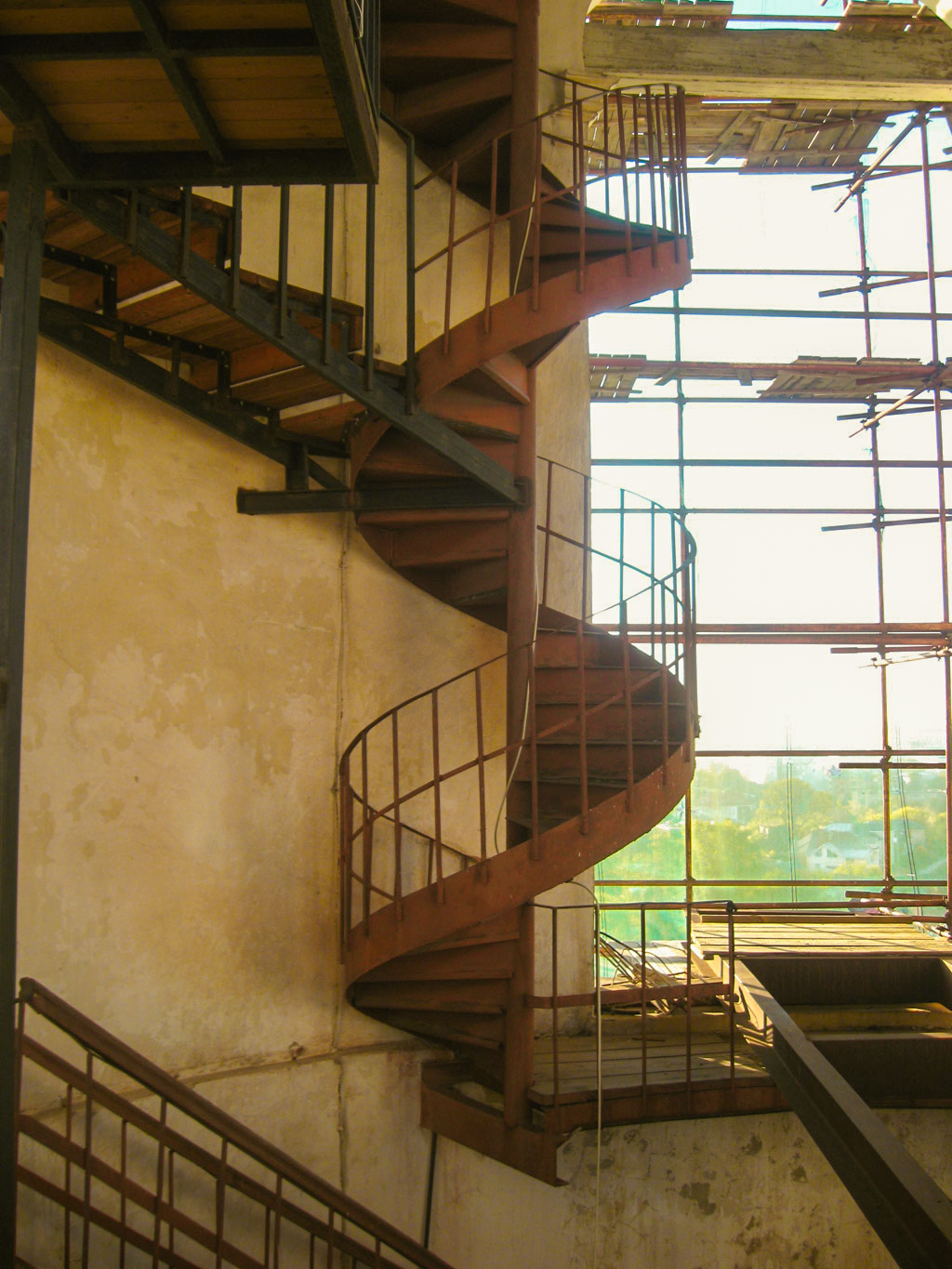
Винтовая лестница на верхний ярус

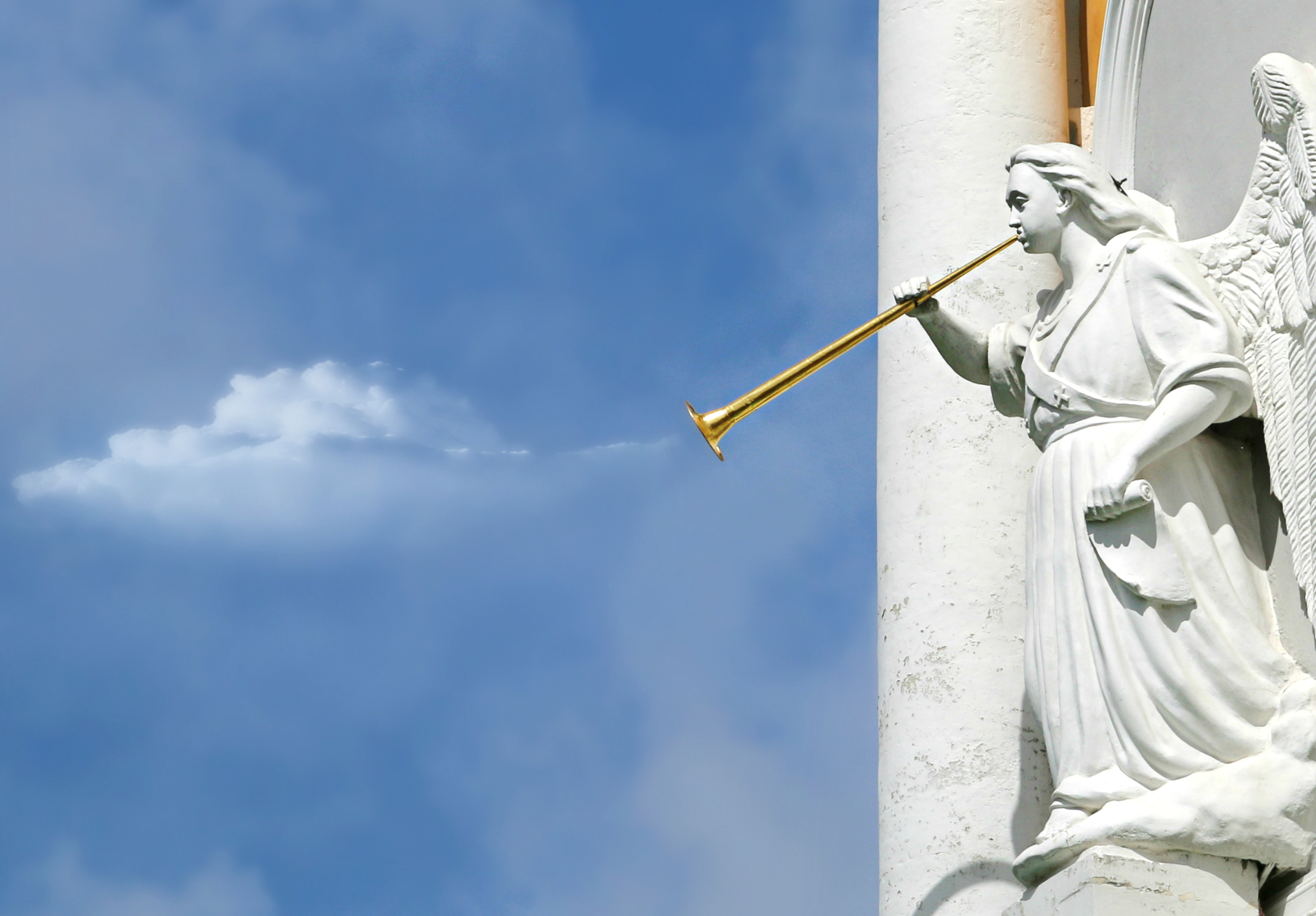
Фигура ангела на ярусах крупным планом
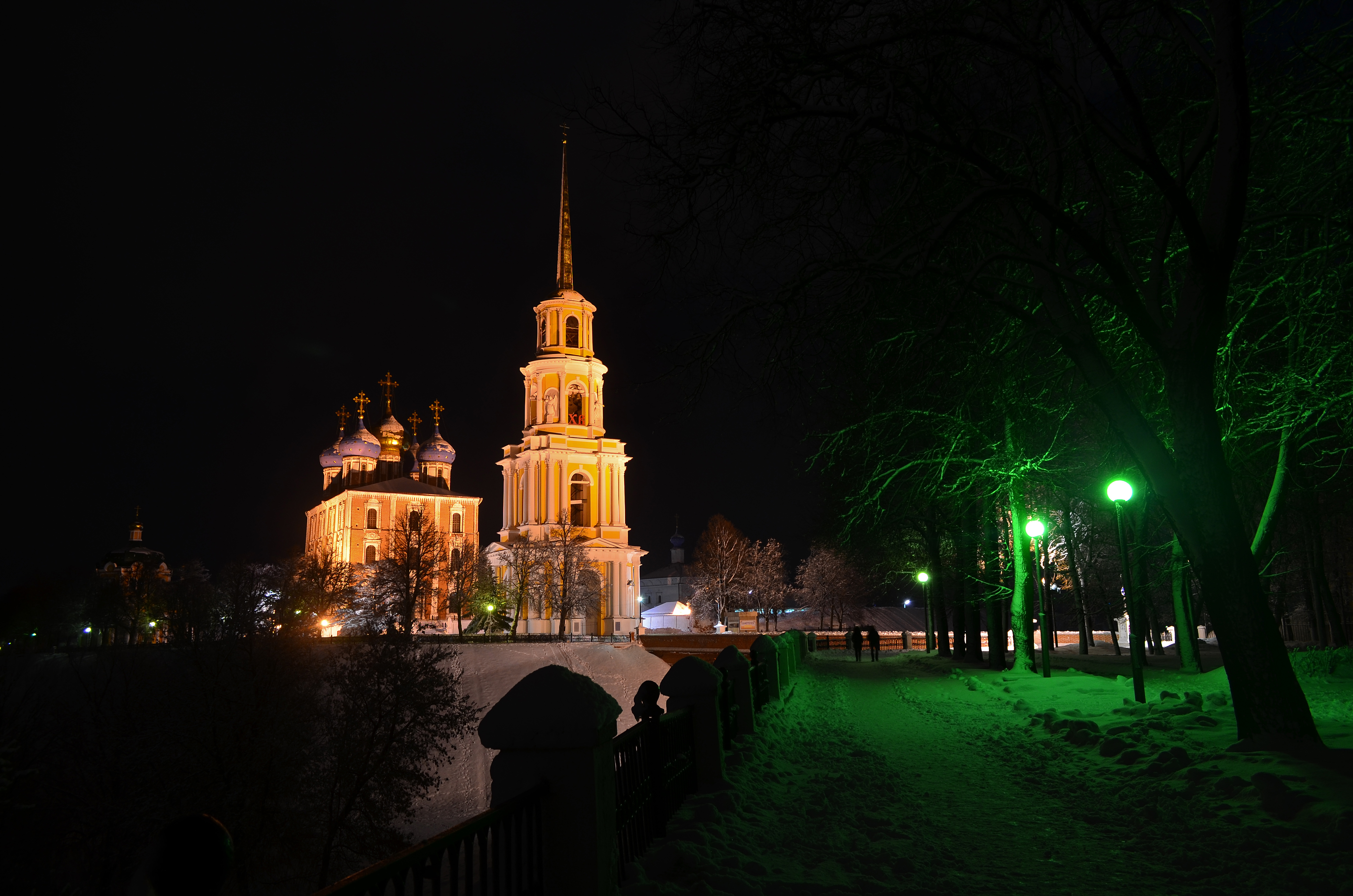
Панорама на Соборную колокольню и Успенский собор ночью
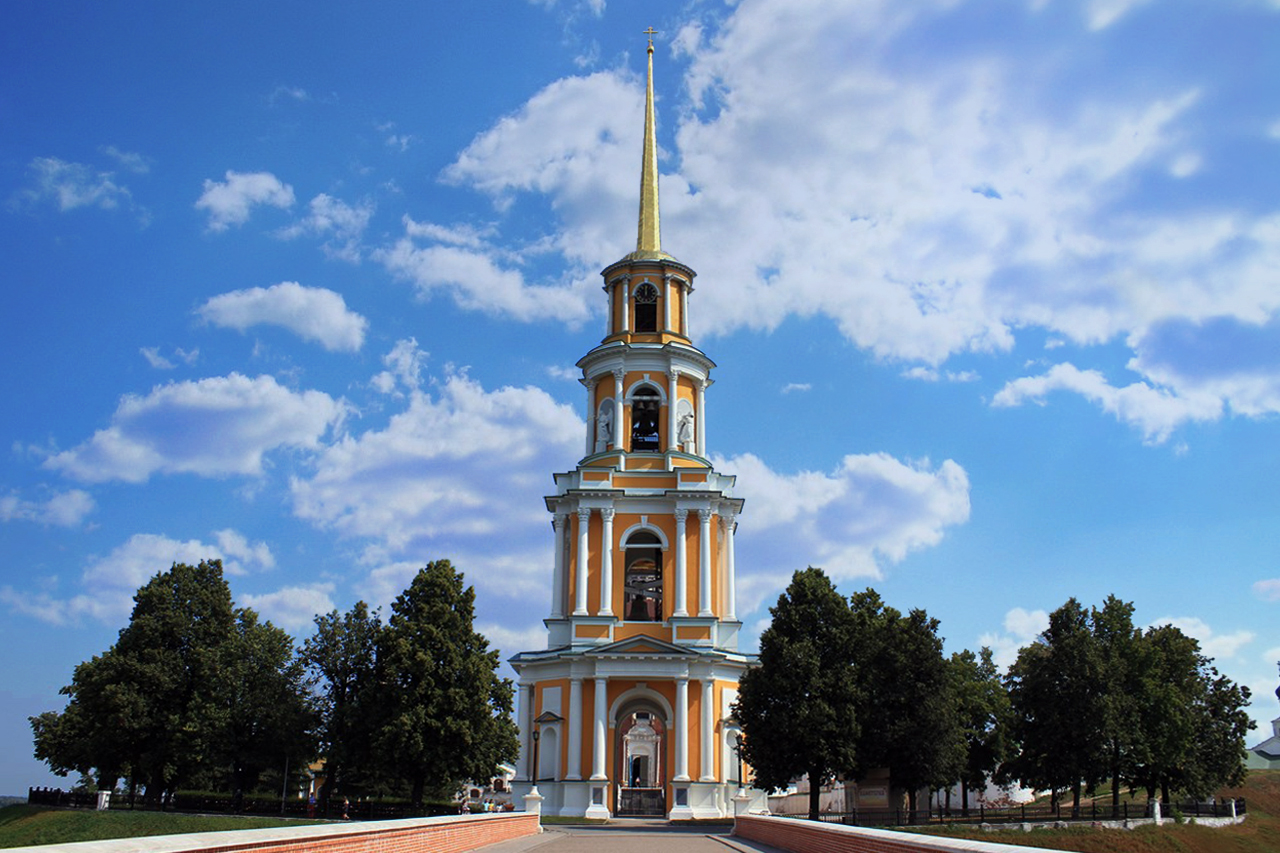
Вид на колокольню с Глебовского моста